# Empoasca pexa
Empoasca pexa är en insektsart som beskrevs av Phillip Sterling Southern och Christopher H. Dietrich 2010. Empoasca pexa ingår i släktet Empoasca och familjen dvärgstritar. Inga underarter finns listade i Catalogue of Life.